# Denis Kljoejev
Denis Viktorovitsj Kljoejev (Moskou, 7 september 1973) is een Russisch voormalig voetballer die als middenvelder speelde. Nadien werd hij trainer.
Kljoejev speelde onder meer voor Dinamo Moskou, Feyenoord, Lierse SK en Schalke 04. Met Lierse, dat hem van Feyenoord huurde, werd hij in het seizoen 1996/97 kampioen van België.